# Ласло Єней
Ласло Єней (угор. László Jeney, 30 травня 1923 — 24 квітня 2006) — угорський ватерполіст.
Олімпійський чемпіон 1952, 1956 років, срібний призер 1948 року, бронзовий призер 1960 року.